# Campeonato Mundial de Natação em Piscina Curta de 2021 - 200 m peito masculino
A prova dos 200 metros nado peito masculino do Campeonato Mundial de Natação em Piscina Curta de 2021 foi disputado no dia 18 de dezembro de 2021, na Etihad Arena, em Abu Dhabi, nos Emirados Árabes Unidos.

## Recordes
Antes desta competição, os recordes mundiais e do campeonato nesta prova eram os seguintes:
|                       | Nome           | Nacionalidade | Tempo   | Local    | Data                   |
| --------------------- | -------------- | ------------- | ------- | -------- | ---------------------- |
| Recorde mundial       | Kirill Prigoda | Rússia        | 2:00.16 | Hangzhou | 13 de dezembro de 2018 |
| Recorde do campeonato | Kirill Prigoda | Rússia        | 2:00.16 | Hangzhou | 13 de dezembro de 2018 |

## Medalhistas
| Ouro           | Prata               | Bronze           |
| Nic Fink (USA) | Arno Kamminga (NED) | Will Licon (USA) |

## Resultados

### Eliminatórias
As eliminatórias ocorreram dia 18 de dezembro com um total de 36 nadadores.
| Colocação | Bateria | Raia | Nadador                 | Nacionalidade              | Tempo   | Notas            |
| --------- | ------- | ---- | ----------------------- | -------------------------- | ------- | ---------------- |
| 1         | 2       | 4    | Arno Kamminga           | Países Baixos              | 2:03.17 | Q                |
| 2         | 3       | 5    | Erik Persson            | Suécia                     | 2:03.24 | Q                |
| 3         | 4       | 5    | Mikhail Dorinov         | Federação Russa de Natação | 2:03.87 | Q                |
| 4         | 4       | 3    | Will Licon              | Estados Unidos             | 2:04.06 | Q                |
| 5         | 4       | 4    | Marco Koch              | Alemanha                   | 2:04.47 | Q                |
| 6         | 2       | 3    | Caio Pumputis           | Brasil                     | 2:04.61 | Q                |
| 7         | 2       | 5    | Nic Fink                | Estados Unidos             | 2:04.72 | Q                |
| 8         | 2       | 7    | Qin Haiyang             | China                      | 2:04.83 | Q                |
| 9         | 4       | 2    | Matěj Zábojník          | Chéquia                    | 2:04.88 |                  |
| 10        | 3       | 4    | Ilya Shymanovich        | Bielorrússia               | 2:04.99 |                  |
| 11        | 3       | 3    | Alexander Zhigalov      | Federação Russa de Natação | 2:05.11 |                  |
| 12        | 2       | 6    | Christopher Rothbauer   | Áustria                    | 2:05.31 |                  |
| 12        | 4       | 6    | Fabian Schwingenschlögl | Alemanha                   | 2:05.31 |                  |
| 14        | 4       | 7    | Antoine Viquerat        | França                     | 2:06.33 |                  |
| 15        | 3       | 8    | Lyubomir Epitropov      | Bulgária                   | 2:06.44 | Recorde nacional |
| 16        | 3       | 2    | Andrius Šidlauskas      | Lituânia                   | 2:07.01 |                  |
| 17        | 2       | 2    | Denis Petrashov         | Quirguistão                | 2:07.18 |                  |
| 18        | 3       | 1    | Cho Sung-jae            | Coreia do Sul              | 2:07.19 | Recorde nacional |
| 19        | 4       | 9    | Maksym Tkachuk          | Ucrânia                    | 2:07.62 |                  |
| 20        | 3       | 7    | Tomas Klobucnik         | Eslováquia                 | 2:08.40 |                  |
| 21        | 2       | 9    | Jonathan Cook           | Filipinas                  | 2:09.40 | Recorde nacional |
| 22        | 2       | 0    | Phạm Thanh Bảo          | Vietname                   | 2:09.53 |                  |
| 23        | 2       | 1    | André Grindheim         | Noruega                    | 2:11.13 |                  |
| 24        | 3       | 9    | Youssef El-Kamash       | Egito                      | 2:11.15 | Recorde nacional |
| 25        | 2       | 8    | Miguel de Lara          | México                     | 2:12.18 |                  |
| 26        | 3       | 0    | Adriel Sanes            | Ilhas Virgens Americanas   | 2:12.71 | Recorde nacional |
| 27        | 4       | 8    | Michael Ng              | Hong Kong                  | 2:13.19 |                  |
| 28        | 1       | 4    | Brandon Schuster        | Samoa                      | 2:13.75 | Recorde nacional |
| 29        | 1       | 2    | Liam Davis              | Zimbabwe                   | 2:15.28 |                  |
| 30        | 1       | 6    | Arnoldo Herrera         | Costa Rica                 | 2:15.82 |                  |
| 31        | 1       | 5    | Giacomo Casadei         | San Marino                 | 2:17.39 | Recorde nacional |
| 32        | 1       | 3    | Jonathan Chung Yee      | Ilhas Maurícias            | 2:17.65 |                  |
| 33        | 1       | 7    | Alexandre Grand'Pierre  | Haiti                      | 2:18.78 | Recorde nacional |
| 34        | 1       | 1    | Saud Ghali              | Bahrein                    | 2:20.01 |                  |
| 35        | 1       | 8    | Mohamed Hammad          | Emirados Árabes Unidos     | 2:33.59 |                  |
| 36        | 3       | 6    | Berkay Ömer Öğretir     | Turquia                    | DSQ     |                  |
| 36        | 4       | 0    | Jorge Murillo           | Colômbia                   | DNS     |                  |
| 36        | 4       | 1    | Maximillian Ang         | Singapura                  | DNS     |                  |

### Final
A final foi realizada em 18 de dezembro.
| Colocação         | Raia | Nadador         | Nacionalidade              | Tempo   | Notas |
| ----------------- | ---- | --------------- | -------------------------- | ------- | ----- |
| Medalha de ouro   | 1    | Nic Fink        | Estados Unidos             | 2:02.28 |       |
| Medalha de prata  | 4    | Arno Kamminga   | Países Baixos              | 2:02.42 |       |
| Medalha de bronze | 6    | Will Licon      | Estados Unidos             | 2:02.84 |       |
| 4                 | 5    | Erik Persson    | Suécia                     | 2:02.91 |       |
| 5                 | 8    | Qin Haiyang     | China                      | 2:03.48 |       |
| 6                 | 3    | Mikhail Dorinov | Federação Russa de Natação | 2:03.61 |       |
| 7                 | 2    | Marco Koch      | Alemanha                   | 2:05.42 |       |
| 8                 | 7    | Caio Pumputis   | Brasil                     | 2:06.29 |       |

Legenda
| Recorde mundial       | Recorde mundial (World record)               |                       | Recorde africano                      | Recorde africano (African) |                                           | Q | Classificado por posição (Qualified) |
| Recorde do campeonato | Recorde do campeonato (Championship record)  | Recorde da América    | Recorde da América (Americas)         | q                          | Classificado por melhor tempo (Qualified) |   |                                      |
| Melhor marca do ano   | Melhor marca do ano (World leading)          | Recorde asiático      | Recorde asiático (Asian)              | DNS                        | Não largou (Did not start)                |   |                                      |
| Recorde nacional      | Recorde nacional (National record)           | Recorde europeu       | Recorde europeu (European)            | DNF                        | Não terminou (Did not finish)             |   |                                      |
| Recorde pessoal       | Recorde pessoal do atleta (Personal best)    | Recorde da Oceania    | Recorde da Oceania (Oceania)          | DSQ / DQ                   | Desclassificado (Disqualified)            |   |                                      |
| Recorde da temporada  | Recorde da temporada do atleta (Season best) | Recorde sul-americano | Recorde sul-americano (South America) | NM                         | Sem marca (No mark)                       |   |                                      |